# 湯沢市立山田小学校
湯沢市立山田小学校（ゆざわしりつ やまだしょうがっこう）は、秋田県湯沢市山田にある公立小学校。

## 沿革
以下、注釈の無い項目は学校の公式サイトの情報によるもの。
- 1874年7月8日 - 「山田小学校」として六日町に開校。
- 1887年1月1日 - 松岡・深堀に分教場を設置。
- 1893年6月30日 - 分教場がそれぞれ独立校となる。
- 1897年4月1日 - 高等科を併置。
- 1907年3月29日 - 深堀小学校を併合。
- 1917年
  - 4月6日 - 松岡小学校を併合。
  - 10月1日 - 松岡鉱山分教場を設置。
- 1923年9月30日 - 松岡分教場廃止
- 1927年12月7日 - 新校舎竣工。
- 1947年
  - 4月1日 - 「山田村立山田小学校」と改称。
  - 8月14日 - 昭和天皇が行幸（昭和天皇の戦後巡幸）[3]。
- 1949年2月11日 - 蓮花台冬季分校を設置。
- 1952年4月1日 - 蓮花台分校を設置。
- 1954年3月31日 - 町村合併により旧・湯沢市が発足、「湯沢市立山田小学校」と改称。
- 1961年10月20日 - 校歌制定。
- 1964年12月15日 - 完全給食を実施。
- 1972年7月26日 - 蓮花台分校を廃止。
- 1982年7月22日 - 新校舎竣工。記念式典挙行。
- 1983年8月31日 - グラウンド竣工。記念式典挙行。
- 1990年3月31日 - 養護学級を閉級。
- 2000年8月26日 - 「山田っ子の森」竣工。
- 2007年6月30日 - 野球場竣工。記念試合実施。
- 2013年4月1日 - 特別支援学級を開設。
- 2019年11月25日 - 玄関を改築。

## 校歌
- 作詞：高橋 定治
- 作曲：柿崎かくじ

## 進学先中学校
- 湯沢市立山田中学校[4]

## 周辺
- 秋田県道278号雄勝湯沢線
- 羽後山田郵便局
- 湯沢市立山田中学校
- イオン湯沢ショッピングセンター
- ヤマダデンキ テックランド New湯沢店
- JA秋田厚生連 雄勝中央病院